# Tipula (Lunatipula) pannonia jordansi
Tipula (Lunatipula) pannonia jordansi is een ondersoort van de tweevleugelige Tipula (Lunatipula) pannonia uit de familie langpootmuggen (Tipulidae). De ondersoort komt voor in het Palearctisch gebied.